# Senado de Luisiana
El Senado de Luisiana es la cámara alta de la Legislatura Estatal de Luisiana, siendo la cámara baja la Cámara de Representantes de Luisiana. El Senado consta de 39 miembros, que pueden cumplir hasta tres mandatos de cuatro años cada uno.
Actualmente, la mayoría de la cámara la conforman los republicanos.

## Calificaciones
Los senadores deben ser electores calificados, tener al menos dieciocho años de edad, estar domiciliados en su distrito durante al menos un año y deben haber sido residentes del estado durante al menos dos años.

## Composición
|                   | Partido     | Partido   | Partido   | Partido | Vac. | Total |
| Republicano       | Republicano | Demócrata | Demócrata |         | Vac. | Total |
| ----------------- | ----------- | --------- | --------- | ------- | ---- | ----- |
|                   | Dif.        |           | Dif.      |         |      | Total |
| Bancas            | 27          | 2         | 11        | 3       | 1    | 39    |
|                   |             |           |           |         |      |       |
| Último % de votos | 69.23%      |           | 30.77%    |         |      |       |

## Liderazgos
| Posición               | Nombre           | Partido     |
| ---------------------- | ---------------- | ----------- |
| Presidente             | Page Cortez      | Republicano |
| Presidente pro tempore | Beth Mizell      | Republicano |
| Líder de la minoría    | Gerald Boudreaux | Demócrata   |